# 브레노
브레노(Brénod)는 프랑스 오베르뉴론알프 앵주의 코뮌이다. 브레노의 주민들은 '베르뇰랑 / 베르뇰란' (Bergnolands / Bergnolannes)이라 부른다.

## 지리

### 위치와 지형

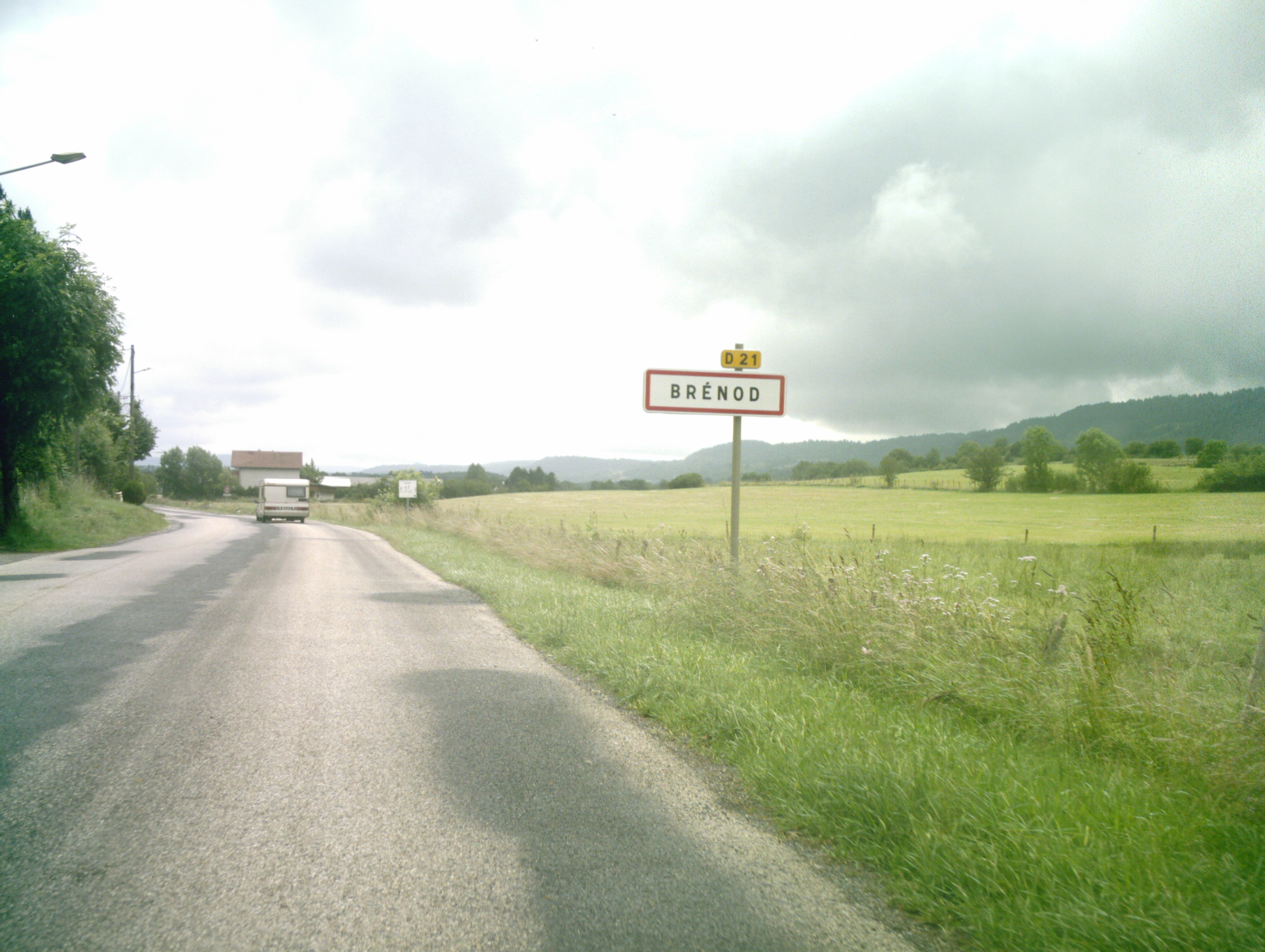
브레노 입구

브레노 코뮌의 면적은 2,379헥타르이며 그 중 임림 지역은 850헥타르에 달해 3분의 1 이상을 차지한다. 목초지가 872헥타르로 역시 3분의 1을 차지하며, 나머지 430헥타르는 관목지대, 119헥타르는 농경지이다.
브레노는 오트빌롱느 평원에 자리해 있다. 마을이 저지대에서부터 형성되었기 때문에 코뮌 동부와 서부는 두 개의 산지대로 둘러싸여 있는 지형이다. 그 중 서쪽 산지대의 이름은 몽토 산으로 최고봉인 펠레 봉은 해발 1,022m에 달하며 프레고예 숲으로 뒤덮여 있다. 동쪽 산지대의 이름은 라로슈사뮈엘 산이며 해발 1,189m이다.

### 하천
브레노 코뮌을 흐르는 가장 큰 강은 알바린 강이며, 르쇼 계곡의 루주몽 곳간에서 발원한다. 이후로는 남쪽의 평원을 가로지르며 근처의 두 산에서 흘러내려오는 여러 하천과 만난다. 맨 처음은 레셰르 농장 부근에서 발원하는 플라 천이 합류하고 머지않아 뮈르탕 천도 흘러들어간다. 이후 몽투 부근에서 발원한 에탕 천과 베르수 습지에서 발원한 베르수 천 등 보다 큰 하천이 합류한다. 마지막으로 여러 도랑이 만나는데 비가 내리거나 눈이 녹을 때만 개천이 흐른다.
코뮌 내에는 연못이 몇 곳 있다. 그 중에서 가장 큰 것은 마롱 연못으로, 페리낭 계곡에서 북쪽을 향해 놓여 있다. 1년 내내 물이 고여있는 유일한 연못이지만 도랑을 통해 알바린 강으로 흘러들지는 않는다. 대신 북쪽의 계곡을 따라 메리아 숲으로 흘러든다. 이밖에도 에탕슈, 도브, 루프 연못이 있으나 물이 항상 고여 있는 것은 아니어서 계절에 따라 마르기도 한다.

### 주변 지역
브레노 코뮌은 총 여섯 개의 코뮌과 경계를 두고 있다. 북쪽으로는 생마르탱뒤프렌, 낭튀아, 레네롤과 인접해 있으나 브레노 코뮌의 영역에 속하진 않았다. 두 지역 사이의 경계는 브레노 / 낭튀아 계곡에 자리한 오트빌 평원의 하강지대를 따라 삼았다. 동쪽으로는 르프티타베르주망이 있으며 발로메 계곡을 따라 지어진 D31 도로가 이곳으로 간다. 남쪽과 남동쪽으로는 각각 샹도르와 코르셀이 있으며 브레노와 마찬가지로 평원 위에 자리해 있다. 서쪽으로는 비외디즈나브, 북서쪽으로는 슈비야르가 있다.

## 역사

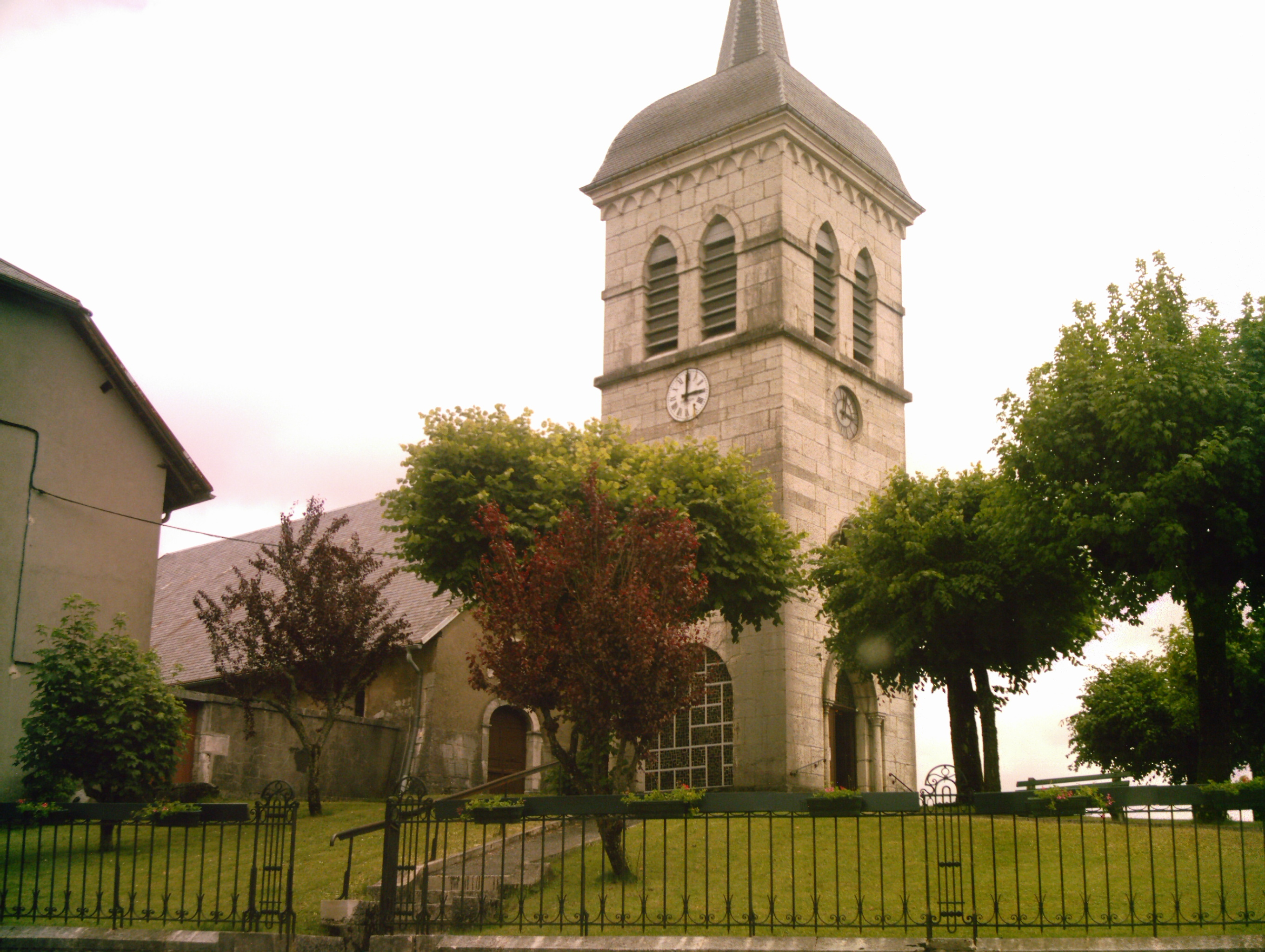
브레노 교회

### 이름
브레노라는 이름의 유래는 두 가지 설이 있다. 첫번째는 켈트어 단어에서 유래하였다는 설이다. 'Brenod'에서 'ben'은 갈색, 'nod'는 숲을 뜻하며 이를 합치면 '갈색 숲'이 되는데, 이 지역에 침엽수림이 가득하다는 점에서 따왔다는 것이다. 두번째는 로마 제국의 행정관 이름인 '브레누스' (Brennus)에서 유래했다는 설인데, 코뮌 북쪽으로 도로가 건설된 적은 있지만 지역 자체를 정복한 일은 없어 가능성은 낮은 것으로 전해진다.

### 내력
브레노 마을의 역사는 갈리아 시대로 거슬러 올라간다. 이후 낭튀아 수도원의 소수도원이 지어졌다. 당시 메리아의 주교들이 이 마을에 도착했다는 기록이 남아 있다..
1116년에는 퐁스 드 발메가 샤르트뢰에 브레노 일대 지역을 넘겨 메리아 수도원을 이전하도록 했다. 하지만 이 당시 지역 면적은 지금으로 치면 6km2에 불과한 좁은 지역이었기에 1144년 리옹 대주교가 페리에르 토지를 합했다. 이 영토는 처음에는 브레놀랑이 소유했다가 수차례의 소송을 겪고, 13세기에 들어서 윙베르 드 투아르비야르가 해당 지역을 지키게 되었다. 1424년에는 사보이 왕국의 영토가 되었다.
17세기에는 마을 사람들이 폭동을 일으켜 주교들을 뒤쫓고 메리아 샤르트르회 수도원을 파괴해, 그 돌을 근처의 수도원 농장과 집을 짓는 데 썼다는 기록이 남아있다. 한편 브레노의 임림 지대가 국가에 귀속되었으나 슈비야르 주민들과의 협약으로 40%의 영토를 돌려받게 되었다.
19세기 초에는 프랑스의 다른 지방과 마찬가지로 주민들이 살던 집을 내버리고 마을을 떠나는 현상을 겪었다. 하지만 그 이름과 지위는 유지할 수 있었다. 이후로는 부르캉브레스와 리옹에 시립병원이 들어서 고아들을 받게 되면서 마을 주민수도 다시 회복되었다.
두 차례의 세계대전이 발생할 당시 브레노 마을에는 아무런 영향이 가지 않았다. 전후에는 별장이 많이 조성되었다.

## 인구
| 연도 | 인구 | ±%    |
| ---- | ---- | ----- |
| 2006 | 511  | —     |
| 2007 | 523  | +2.3% |
| 2008 | 531  | +1.5% |
| 2009 | 544  | +2.4% |
| 2010 | 544  | +0.0% |
| 2011 | 543  | −0.2% |
| 2012 | 543  | +0.0% |
| 2013 | 550  | +1.3% |
| 2014 | 549  | −0.2% |
| 2015 | 536  | −2.4% |
| 2016 | 522  | −2.6% |

## 같이 보기
- 앵 주의 코뮌 목록